# Râul Valea Rudarilor
Râul Valea Rudarilor este un curs de apă, afluent al Râului Mic. 